# Бейра (Мозамбик)
Бе́йра (порт. Beira) — город и порт в Мозамбике.
Бейра является вторым по величине городом Мозамбика и административным центром провинции Софала. Порт города является третьим по грузообороту в Мозамбике, после портов Мапуту и Накала. Имеется аэропорт. Бейра — начальная станция железнодорожной линии до города Хараре.

## География и климат
Бейра находится в центральной части Мозамбика, на берегу Индийского океана, в Мозамбикском проливе. Город был построен на высохших болотах дельты реки Пунгве. Климат жаркий и сухой, особенно в летний период, с октября по февраль.

## История и экономика
В 1887 году на месте Бейры был построен португальский форт, вокруг которого образовалось поселение. В 1891 году здесь расположилась штаб-квартира португальской Мозамбикской компании. Лишь в 1942 году Бейра была передана под управление португальской колониальной администрации. После обретения Мозамбиком независимости в 1975 году в окрестностях города длительное время происходили ожесточённые бои между правительственными силами и оппозиционным движением РЕНАМО, имевшим в Бейре и в области Софала значительную поддержку. В эти годы — годы советского влияния в Мозамбике — в Бейре, как в городе, так и в порту, советскими специалистами велось значительное строительство.
Основой городской экономики является обслуживание порта и торговля. Портовые сооружения Бейры обслуживают не только потребности Софалы и близлежащих областей Мозамбика, но через них происходит основной внешнеторговый оборот Замбии, Зимбабве и Малави (см. вокзал Бейры). В городе имеются также нефтеперерабатывающие и предприятия пищевой промышленности.
Достопримечательностью Бейры является католический собор, построенный португальцами в начале XX века. Собор сложен из камней бывшей португальской крепости Сан-Гаэтано, заложенной здесь в начале XVI столетия.
В Бейре расположен Католический университет, основанный в 1996 году.

## Население
Население города по оценкам на 2019 год составляет 592 090 человека.
| Год  | Численность | Численность |
| ---- | ----------- | ----------- |
| 1940 | 24 700      |             |
| 1950 | 42 000      |             |
| 1960 | 58 200      |             |
| 1968 | 85 000      | [ 5 ]       |
| 1970 | 113 770     |             |
| 1980 | 230 744     |             |
| 1984 | 350 000     | [ 6 ]       |
| 1986 | 246 000     | [ 7 ]       |
| 1997 | 397 368     |             |
| 2005 | 530 700     | [ 8 ]       |
| 2007 | 436 240     |             |
| 2008 | 439 264     |             |
| 2017 | 533 825     | [ 9 ]       |
| 2019 | 530 604     |             |

## Города-партнёры
- Амстердам, Нидерланды
- Аракажу, Бразилия
- Бендеры, Молдова
- Бристоль, Великобритания
- Коимбра, Португалия
- Падуя, Италия (1995)[10]
- Сейшал, Португалия
- Эшпинью, Португалия (1999)